# Pero López de Ayala

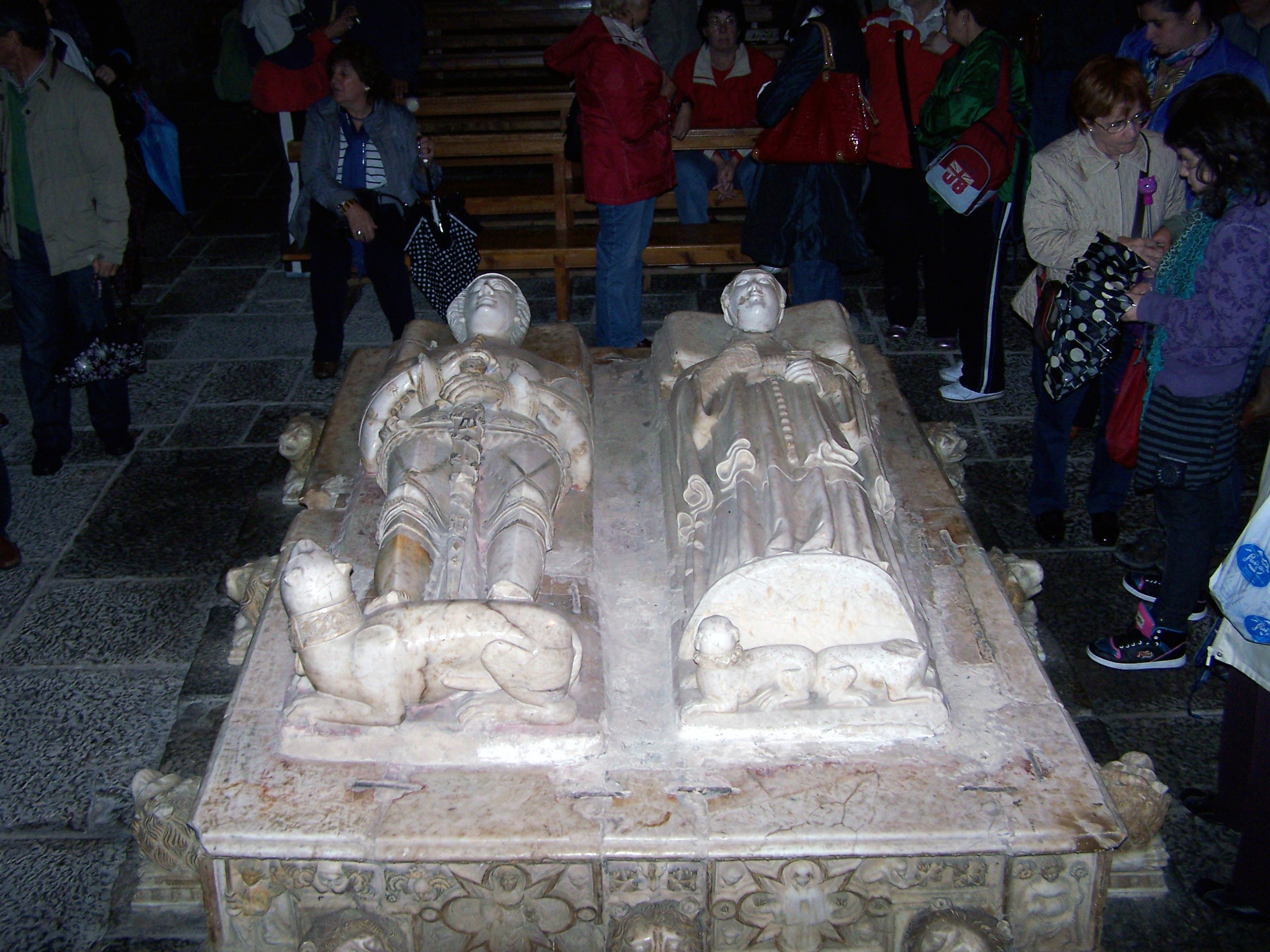
Pero López de Ayalas och hans frus grav

Pero López de Ayala, född 1332, död 1407, var en spansk historiker och skald av högadlig ätt som utmärkte sig som krigare, statsman och innehavare av de högsta ämbeten i Kastilien.
Hans historiska arbete Cronicas de los reyes de Castilla etc. (utgiven i god upplaga 1779-1780) utgör en pragmatisk framställning av Kastiliens historia från 1350 till 1396. Hans förebild därvid var Livius, vilken också av honom översattes på kastilianska (spanska). Hans dikt Rimado de palacio lämnar en satirisk-didaktisk spegelbild av olika samhällsklasser.